# Verrucosa levii
Verrucosa levii Lise, Kesster & Silva, 2015 è un ragno appartenente alla famiglia Araneidae.

## Etimologia
Il nome della specie è in onore dell'aracnologo statunitense Herbert Walter Levi (1921-2014).

## Caratteristiche
L'olotipo femminile rinvenuto ha lunghezza totale è di 7,60mm; la lunghezza del cefalotorace è di 3,20mm; e la larghezza è di 2,75mm.

## Distribuzione
La specie è stata reperita nel Brasile settentrionale: l'olotipo femminile è stato rinvenuto sull'Ilha de Maracá, ad alcuni chilometri da Alto Alegre, appartenente allo stato di Roraima.

## Tassonomia
Al 2015 non sono note sottospecie e non sono stati esaminati nuovi esemplari.